# Tour de Romandie 2003
Le Tour de Romandie 2003, a eu lieu du 29 avril 2003 au 4 mai 2003.

## Présentation

### Equipes
16 équipes participent à cette édition du Tour de Romandie, avec 16 Groupes Sportif I.
| Groupes sportifs I (16)- Fassa Bortolo - Alessio - AG2R Prévoyance - Cofidis-Le Crédit par Téléphone - CSC - Jean Delatour - Domina Vacanze-Elitron - Euskaltel-Euskadi - Fdjeux.com - Gerolsteiner - Lampre - Landbouwkrediet-Colnago - Milaneza-MSS - Phonak Hearing Systems - Saeco - Vini Caldirola-Saunier Duval |
| |

### Principaux favoris
Parmi les principaux participants à cette édition du Tour de Romandie, on retrouve notamment les deux premiers de l'édition précédente avec l'Italien Dario Frigo (qui visera la passe de trois après sa victoire également en 2001) qui a changé d'équipe à l'intersaison en rejoignant la Fassa Bortolo et le Suisse Alex Zülle qui lui aussi changé, membre cette saison de l'équipe Phonak. On retrouve également le tenant du titre du Tour d'Espagne avec Aitor Gonzalez qui sera un coéquipier de Frigo.
Quelques hommes en forme du début de saison sont également présent avec par exemple l'Américain Tyler Hamilton (CSC) qui vient de remporter la classique belge Liège-Bastogne-Liège. Il sera accompagné dans l'équipe danoise par son coéquipier l'Espagnol Carlos Sastre, cinquième la saison passée.
Certains viennent également préparer le Tour d'Italie 2003 avec la présence des Italiens Gilberto Simoni (Saeco) et Stefano Garzelli (Vini Caldirola qui sortent du Tour du Trentin (respectivement premier et deuxième du classement général).
Outre Zülle, plusieurs autres Suisses sont également sur la ligne de départ avec des ambitions, avec Laurent Dufaux (Alessio), Fabian Jeker (Milaneza-MSS) ou encore le jeune Fabian Cancellara Fassa Bortolo et son coéquipier Sven Montgomery. L'équipe locale Phonak présentera également Martin Elmiger et Alexandre Moos avec pour but l'obtention d'une wild card pour le Tour de France. L'équipe française Jean Delatour (avec Patrice Halgand) sera présente avec le même but.

## Etapes
| Étape     | Date    | Villes étapes                | type                        | Distance (km) | Vainqueur d'étape       | Leader du classement général |
| --------- | ------- | ---------------------------- | --------------------------- | ------------- | ----------------------- | ---------------------------- |
| Prologue  | 29 avr. | Genève – Genève              | prologue                    | 3,4           | Fabian Cancellara       | Fabian Cancellara            |
| 1re étape | 30 avr. | Genève – Val-de-Travers      | étape vallonnée             | 181,9         | Simone Bertoletti       | Simone Bertoletti            |
| 2e étape  | 1 mai   | Val-de-Travers – Lucens      | étape vallonnée             | 178,2         | Yuriy Krivtsov          | Simone Bertoletti            |
| 3e étape  | 2 mai   | Moudon – Loèche-les-Bains    | étape de montagne           | 171,3         | Laurent Dufaux          | Laurent Dufaux               |
| 4e étape  | 3 mai   | Monthey – Châtel-Saint-Denis | étape de montagne           | 146,5         | Francisco Pérez Sánchez | Francisco Pérez Sánchez      |
| 5e étape  | 4 mai   | Lausanne – Lausanne          | contre-la-montre individuel | 20,4          | Tyler Hamilton          | Tyler Hamilton               |

## Déroulement de la course

### Prologue
Le prologue s'est déroulé le 30 avril dans les rues de la ville de Genève et sur une distance de 3,2 kilomètres. C'est le Suisse Fabian Cancellara, membre de l'équipe Fassa Bortolo, qui s'impose et qui prend du même coup le maillot jaune de leader.
| \| Classement de l'étape \| Classement de l'étape \| Classement de l'étape \| Classement de l'étape \| Classement de l'étape \| \| Coureur \| Coureur \| Pays \| Équipe \| Temps \| \| --------------------- \| --------------------- \| --------------------- \| ---------------------- \| --------------------- \| \| 1er \| Fabian Cancellara \| Suisse \| Fassa Bortolo \| 4 min 23 s \| \| 2e \| Alexandre Moos \| Suisse \| Phonak Hearing Systems \| + 2 s \| \| 3e \| Laurent Dufaux \| Suisse \| Alessio \| + 3 s \| \| 4e \| Óscar Pereiro \| Espagne \| Phonak Hearing Systems \| + 4 s \| \| 5e \| José Alberto Martínez \| Espagne \| Euskaltel-Euskadi \| + 5 s \| \| 6e \| Bradley McGee \| Australie \| Fdjeux.com \| + 5 s \| \| 7e \| Tyler Hamilton \| États-Unis \| CSC \| + 7 s \| \| 8e \| Alex Zülle \| Suisse \| Phonak Hearing Systems \| + 7 s \| \| 9e \| Aitor González \| Espagne \| Fassa Bortolo \| + 7 s \| \| 10e \| Martin Elmiger \| Suisse \| Phonak Hearing Systems \| + 8 s \| |                       |            |                        |            |
| |                       |            |                        |            |
| |                       |            |                        |            |
| Classement de l'étape |                       |            |                        |            |
| Coureur | Coureur               | Pays       | Équipe                 | Temps      |
| 1er | Fabian Cancellara     | Suisse     | Fassa Bortolo          | 4 min 23 s |
| 2e | Alexandre Moos        | Suisse     | Phonak Hearing Systems | + 2 s      |
| 3e | Laurent Dufaux        | Suisse     | Alessio                | + 3 s      |
| 4e | Óscar Pereiro         | Espagne    | Phonak Hearing Systems | + 4 s      |
| 5e | José Alberto Martínez | Espagne    | Euskaltel-Euskadi      | + 5 s      |
| 6e | Bradley McGee         | Australie  | Fdjeux.com             | + 5 s      |
| 7e | Tyler Hamilton        | États-Unis | CSC                    | + 7 s      |
| 8e | Alex Zülle            | Suisse     | Phonak Hearing Systems | + 7 s      |
| 9e | Aitor González        | Espagne    | Fassa Bortolo          | + 7 s      |
| 10e | Martin Elmiger        | Suisse     | Phonak Hearing Systems | + 8 s      |

| \| Classement général \| Classement général \| Classement général \| Classement général \| Classement général \| \| Coureur \| Coureur \| Pays \| Équipe \| Temps \| \| ------------------ \| --------------------- \| ------------------ \| ---------------------- \| ------------------ \| \| 1er \| Fabian Cancellara \| Suisse \| Fassa Bortolo \| + 4 min 23 s \| \| 2e \| Alexandre Moos \| Suisse \| Phonak Hearing Systems \| + 2 s \| \| 3e \| Laurent Dufaux \| Suisse \| Alessio \| + 3 s \| \| 4e \| Óscar Pereiro \| Espagne \| Phonak Hearing Systems \| + 4 s \| \| 5e \| José Alberto Martínez \| Espagne \| Euskaltel-Euskadi \| + 5 s \| \| 6e \| Bradley McGee \| Australie \| Fdjeux.com \| + 5 s \| \| 7e \| Tyler Hamilton \| États-Unis \| CSC \| + 7 s \| \| 8e \| Alex Zülle \| Suisse \| Phonak Hearing Systems \| + 7 s \| \| 9e \| Aitor González \| Espagne \| Fassa Bortolo \| + 7 s \| \| 10e \| Martin Elmiger \| Suisse \| Phonak Hearing Systems \| + 8 s \| |                       |            |                        |              |
| |                       |            |                        |              |
| |                       |            |                        |              |
| Classement général |                       |            |                        |              |
| Coureur | Coureur               | Pays       | Équipe                 | Temps        |
| 1er | Fabian Cancellara     | Suisse     | Fassa Bortolo          | + 4 min 23 s |
| 2e | Alexandre Moos        | Suisse     | Phonak Hearing Systems | + 2 s        |
| 3e | Laurent Dufaux        | Suisse     | Alessio                | + 3 s        |
| 4e | Óscar Pereiro         | Espagne    | Phonak Hearing Systems | + 4 s        |
| 5e | José Alberto Martínez | Espagne    | Euskaltel-Euskadi      | + 5 s        |
| 6e | Bradley McGee         | Australie  | Fdjeux.com             | + 5 s        |
| 7e | Tyler Hamilton        | États-Unis | CSC                    | + 7 s        |
| 8e | Alex Zülle            | Suisse     | Phonak Hearing Systems | + 7 s        |
| 9e | Aitor González        | Espagne    | Fassa Bortolo          | + 7 s        |
| 10e | Martin Elmiger        | Suisse     | Phonak Hearing Systems | + 8 s        |

### 1reétape
| \| Classement de l'étape \| Classement de l'étape \| Classement de l'étape \| Classement de l'étape \| Classement de l'étape \| \| Coureur \| Coureur \| Pays \| Équipe \| Temps \| \| --------------------- \| --------------------- \| --------------------- \| ------------------------------- \| --------------------- \| \| 1er \| Simone Bertoletti \| Italie \| Lampre \| 4 h 47 min 41 s \| \| 2e \| Gerrit Glomser \| Autriche \| Saeco \| + 1 min 09 s \| \| 3e \| Eddy Mazzoleni \| Italie \| Vini Caldirola-Saunier Duval \| + 1 min 09 s \| \| 4e \| Wladimir Belli \| Italie \| Lampre \| + 1 min 09 s \| \| 5e \| Fabian Cancellara \| Suisse \| Fassa Bortolo \| + 1 min 09 s \| \| 6e \| Carlos Sastre \| Espagne \| CSC \| + 1 min 09 s \| \| 7e \| Yaroslav Popovych \| Ukraine \| Landbouwkrediet-Colnago \| + 1 min 09 s \| \| 8e \| Rui Sousa \| Portugal \| Milaneza-MSS \| + 1 min 09 s \| \| 9e \| Massimiliano Lelli \| Italie \| Cofidis-Le Crédit par Téléphone \| + 1 min 09 s \| \| 10e \| Andrea Noè \| Italie \| Alessio \| + 1 min 09 s \| |                    |          |                                 |                 |
| |                    |          |                                 |                 |
| |                    |          |                                 |                 |
| Classement de l'étape |                    |          |                                 |                 |
| Coureur | Coureur            | Pays     | Équipe                          | Temps           |
| 1er | Simone Bertoletti  | Italie   | Lampre                          | 4 h 47 min 41 s |
| 2e | Gerrit Glomser     | Autriche | Saeco                           | + 1 min 09 s    |
| 3e | Eddy Mazzoleni     | Italie   | Vini Caldirola-Saunier Duval    | + 1 min 09 s    |
| 4e | Wladimir Belli     | Italie   | Lampre                          | + 1 min 09 s    |
| 5e | Fabian Cancellara  | Suisse   | Fassa Bortolo                   | + 1 min 09 s    |
| 6e | Carlos Sastre      | Espagne  | CSC                             | + 1 min 09 s    |
| 7e | Yaroslav Popovych  | Ukraine  | Landbouwkrediet-Colnago         | + 1 min 09 s    |
| 8e | Rui Sousa          | Portugal | Milaneza-MSS                    | + 1 min 09 s    |
| 9e | Massimiliano Lelli | Italie   | Cofidis-Le Crédit par Téléphone | + 1 min 09 s    |
| 10e | Andrea Noè         | Italie   | Alessio                         | + 1 min 09 s    |

| \| Classement général \| Classement général \| Classement général \| Classement général \| Classement général \| \| Coureur \| Coureur \| Pays \| Équipe \| Temps \| \| ------------------ \| --------------------- \| ------------------ \| ---------------------- \| ------------------ \| \| 1er \| Simone Bertoletti \| Italie \| Lampre \| 4 h 52 min 13 s \| \| 2e \| Fabian Cancellara \| Suisse \| Fassa Bortolo \| + 1 min 01 s \| \| 3e \| Alexandre Moos \| Suisse \| Phonak Hearing Systems \| + 1 min 03 s \| \| 4e \| Laurent Dufaux \| Suisse \| Alessio \| + 1 min 04 s \| \| 5e \| Óscar Pereiro \| Espagne \| Phonak Hearing Systems \| + 1 min 05 s \| \| 6e \| José Alberto Martínez \| Espagne \| Euskaltel-Euskadi \| + 1 min 06 s \| \| 7e \| Tyler Hamilton \| États-Unis \| CSC \| + 1 min 06 s \| \| 8e \| Alex Zülle \| Suisse \| Phonak Hearing Systems \| + 1 min 08 s \| \| 9e \| Gerrit Glomser \| Autriche \| Saeco \| + 1 min 09 s \| \| 10e \| Aitor González \| Espagne \| Fassa Bortolo \| + 1 min 09 s \| |                       |            |                        |                 |
| |                       |            |                        |                 |
| |                       |            |                        |                 |
| Classement général |                       |            |                        |                 |
| Coureur | Coureur               | Pays       | Équipe                 | Temps           |
| 1er | Simone Bertoletti     | Italie     | Lampre                 | 4 h 52 min 13 s |
| 2e | Fabian Cancellara     | Suisse     | Fassa Bortolo          | + 1 min 01 s    |
| 3e | Alexandre Moos        | Suisse     | Phonak Hearing Systems | + 1 min 03 s    |
| 4e | Laurent Dufaux        | Suisse     | Alessio                | + 1 min 04 s    |
| 5e | Óscar Pereiro         | Espagne    | Phonak Hearing Systems | + 1 min 05 s    |
| 6e | José Alberto Martínez | Espagne    | Euskaltel-Euskadi      | + 1 min 06 s    |
| 7e | Tyler Hamilton        | États-Unis | CSC                    | + 1 min 06 s    |
| 8e | Alex Zülle            | Suisse     | Phonak Hearing Systems | + 1 min 08 s    |
| 9e | Gerrit Glomser        | Autriche   | Saeco                  | + 1 min 09 s    |
| 10e | Aitor González        | Espagne    | Fassa Bortolo          | + 1 min 09 s    |

### 2eétape
| \| Classement de l'étape \| Classement de l'étape \| Classement de l'étape \| Classement de l'étape \| Classement de l'étape \| \| Coureur \| Coureur \| Pays \| Équipe \| Temps \| \| --------------------- \| --------------------- \| --------------------- \| ---------------------- \| --------------------- \| \| 1er \| Yuriy Krivtsov \| Ukraine \| Jean Delatour \| 4 h 19 min 36 s \| \| 2e \| Martin Elmiger \| Suisse \| Phonak Hearing Systems \| + 0 s \| \| 3e \| Angelo Furlan \| Italie \| Alessio \| + 23 s \| \| 4e \| Fabian Cancellara \| Suisse \| Fassa Bortolo \| + 23 s \| \| 5e \| Ivan Quaranta \| Italie \| Saeco \| + 23 s \| \| 6e \| Bernhard Eisel \| Autriche \| Fdjeux.com \| + 23 s \| \| 7e \| Giovanni Lombardi \| Italie \| Domina Vacanze-Elitron \| + 23 s \| \| 8e \| Rui Sousa \| Portugal \| Milaneza-MSS \| + 23 s \| \| 9e \| Robert Förster \| Allemagne \| Gerolsteiner \| + 1 min 23 s \| \| 10e \| Iker Flores \| Espagne \| Euskaltel-Euskadi \| + 1 min 23 s \| |                   |           |                        |                 |
| |                   |           |                        |                 |
| |                   |           |                        |                 |
| Classement de l'étape |                   |           |                        |                 |
| Coureur | Coureur           | Pays      | Équipe                 | Temps           |
| 1er | Yuriy Krivtsov    | Ukraine   | Jean Delatour          | 4 h 19 min 36 s |
| 2e | Martin Elmiger    | Suisse    | Phonak Hearing Systems | + 0 s           |
| 3e | Angelo Furlan     | Italie    | Alessio                | + 23 s          |
| 4e | Fabian Cancellara | Suisse    | Fassa Bortolo          | + 23 s          |
| 5e | Ivan Quaranta     | Italie    | Saeco                  | + 23 s          |
| 6e | Bernhard Eisel    | Autriche  | Fdjeux.com             | + 23 s          |
| 7e | Giovanni Lombardi | Italie    | Domina Vacanze-Elitron | + 23 s          |
| 8e | Rui Sousa         | Portugal  | Milaneza-MSS           | + 23 s          |
| 9e | Robert Förster    | Allemagne | Gerolsteiner           | + 1 min 23 s    |
| 10e | Iker Flores       | Espagne   | Euskaltel-Euskadi      | + 1 min 23 s    |

| \| Classement général \| Classement général \| Classement général \| Classement général \| Classement général \| \| Coureur \| Coureur \| Pays \| Équipe \| Temps \| \| ------------------ \| --------------------- \| ------------------ \| ---------------------------- \| ------------------ \| \| 1er \| Simone Bertoletti \| Italie \| Lampre \| 9 h 13 min 11 s \| \| 2e \| Fabian Cancellara \| Suisse \| Fassa Bortolo \| + 1 min 01 s \| \| 3e \| Alexandre Moos \| Suisse \| Phonak Hearing Systems \| + 1 min 03 s \| \| 4e \| Laurent Dufaux \| Suisse \| Alessio \| + 1 min 04 s \| \| 5e \| Óscar Pereiro \| Espagne \| Phonak Hearing Systems \| + 1 min 05 s \| \| 6e \| José Alberto Martínez \| Espagne \| Euskaltel-Euskadi \| + 1 min 06 s \| \| 7e \| Tyler Hamilton \| États-Unis \| CSC \| + 1 min 06 s \| \| 8e \| Gerrit Glomser \| Autriche \| Saeco \| + 1 min 07 s \| \| 9e \| Alex Zülle \| Suisse \| Phonak Hearing Systems \| + 1 min 08 s \| \| 10e \| Eddy Mazzoleni \| Italie \| Vini Caldirola-Saunier Duval \| + 1 min 09 s \| |                       |            |                              |                 |
| |                       |            |                              |                 |
| |                       |            |                              |                 |
| Classement général |                       |            |                              |                 |
| Coureur | Coureur               | Pays       | Équipe                       | Temps           |
| 1er | Simone Bertoletti     | Italie     | Lampre                       | 9 h 13 min 11 s |
| 2e | Fabian Cancellara     | Suisse     | Fassa Bortolo                | + 1 min 01 s    |
| 3e | Alexandre Moos        | Suisse     | Phonak Hearing Systems       | + 1 min 03 s    |
| 4e | Laurent Dufaux        | Suisse     | Alessio                      | + 1 min 04 s    |
| 5e | Óscar Pereiro         | Espagne    | Phonak Hearing Systems       | + 1 min 05 s    |
| 6e | José Alberto Martínez | Espagne    | Euskaltel-Euskadi            | + 1 min 06 s    |
| 7e | Tyler Hamilton        | États-Unis | CSC                          | + 1 min 06 s    |
| 8e | Gerrit Glomser        | Autriche   | Saeco                        | + 1 min 07 s    |
| 9e | Alex Zülle            | Suisse     | Phonak Hearing Systems       | + 1 min 08 s    |
| 10e | Eddy Mazzoleni        | Italie     | Vini Caldirola-Saunier Duval | + 1 min 09 s    |

### 3eétape
| \| Classement de l'étape \| Classement de l'étape \| Classement de l'étape \| Classement de l'étape \| Classement de l'étape \| \| Coureur \| Coureur \| Pays \| Équipe \| Temps \| \| --------------------- \| ----------------------- \| --------------------- \| ----------------------- \| --------------------- \| \| 1er \| Laurent Dufaux \| Suisse \| Alessio \| 4 h 29 min 23 s \| \| 1er \| Francisco Pérez Sánchez \| Espagne \| Milaneza-MSS \| + 0 s \| \| 2e \| Fabian Jeker \| Suisse \| Milaneza-MSS \| + 0 s \| \| 3e \| Alexandre Moos \| Suisse \| Phonak Hearing Systems \| + 0 s \| \| 4e \| Tyler Hamilton \| États-Unis \| CSC \| + 2 s \| \| 5e \| Carlos Sastre \| Espagne \| CSC \| + 7 s \| \| 6e \| Yaroslav Popovych \| Ukraine \| Landbouwkrediet-Colnago \| + 11 s \| \| 7e \| Gerrit Glomser \| Autriche \| Saeco \| + 53 s \| \| 8e \| Alex Zülle \| Suisse \| Phonak Hearing Systems \| + 54 s \| \| 9e \| Andrea Noè \| Italie \| Alessio \| + 55 s \| \| 10e \| Haimar Zubeldia \| Espagne \| Euskaltel-Euskadi \| + 55 s \| |                         |            |                         |                 |
| |                         |            |                         |                 |
| |                         |            |                         |                 |
| Classement de l'étape |                         |            |                         |                 |
| Coureur | Coureur                 | Pays       | Équipe                  | Temps           |
| 1er | Laurent Dufaux          | Suisse     | Alessio                 | 4 h 29 min 23 s |
| 1er | Francisco Pérez Sánchez | Espagne    | Milaneza-MSS            | + 0 s           |
| 2e | Fabian Jeker            | Suisse     | Milaneza-MSS            | + 0 s           |
| 3e | Alexandre Moos          | Suisse     | Phonak Hearing Systems  | + 0 s           |
| 4e | Tyler Hamilton          | États-Unis | CSC                     | + 2 s           |
| 5e | Carlos Sastre           | Espagne    | CSC                     | + 7 s           |
| 6e | Yaroslav Popovych       | Ukraine    | Landbouwkrediet-Colnago | + 11 s          |
| 7e | Gerrit Glomser          | Autriche   | Saeco                   | + 53 s          |
| 8e | Alex Zülle              | Suisse     | Phonak Hearing Systems  | + 54 s          |
| 9e | Andrea Noè              | Italie     | Alessio                 | + 55 s          |
| 10e | Haimar Zubeldia         | Espagne    | Euskaltel-Euskadi       | + 55 s          |

| \| Classement général \| Classement général \| Classement général \| Classement général \| Classement général \| \| Coureur \| Coureur \| Pays \| Équipe \| Temps \| \| ------------------ \| ----------------------- \| ------------------ \| ----------------------- \| ------------------ \| \| 1er \| Laurent Dufaux \| Suisse \| Alessio \| 13 h 43 min 27 s \| \| 2e \| Alexandre Moos \| Suisse \| Phonak Hearing Systems \| + 6 s \| \| 3e \| Francisco Pérez Sánchez \| Espagne \| Milaneza-MSS \| + 14 s \| \| 4e \| Tyler Hamilton \| États-Unis \| CSC \| + 15 s \| \| 5e \| Fabian Jeker \| Suisse \| Milaneza-MSS \| + 19 s \| \| 6e \| Carlos Sastre \| Espagne \| CSC \| + 26 s \| \| 7e \| Yaroslav Popovych \| Ukraine \| Landbouwkrediet-Colnago \| + 31 s \| \| 8e \| Gerrit Glomser \| Autriche \| Saeco \| + 1 min 07 s \| \| 9e \| José Alberto Martínez \| Espagne \| Euskaltel-Euskadi \| + 1 min 08 s \| \| 10e \| Alex Zülle \| Suisse \| Phonak Hearing Systems \| + 1 min 09 s \| |                         |            |                         |                  |
| |                         |            |                         |                  |
| |                         |            |                         |                  |
| Classement général |                         |            |                         |                  |
| Coureur | Coureur                 | Pays       | Équipe                  | Temps            |
| 1er | Laurent Dufaux          | Suisse     | Alessio                 | 13 h 43 min 27 s |
| 2e | Alexandre Moos          | Suisse     | Phonak Hearing Systems  | + 6 s            |
| 3e | Francisco Pérez Sánchez | Espagne    | Milaneza-MSS            | + 14 s           |
| 4e | Tyler Hamilton          | États-Unis | CSC                     | + 15 s           |
| 5e | Fabian Jeker            | Suisse     | Milaneza-MSS            | + 19 s           |
| 6e | Carlos Sastre           | Espagne    | CSC                     | + 26 s           |
| 7e | Yaroslav Popovych       | Ukraine    | Landbouwkrediet-Colnago | + 31 s           |
| 8e | Gerrit Glomser          | Autriche   | Saeco                   | + 1 min 07 s     |
| 9e | José Alberto Martínez   | Espagne    | Euskaltel-Euskadi       | + 1 min 08 s     |
| 10e | Alex Zülle              | Suisse     | Phonak Hearing Systems  | + 1 min 09 s     |

### 4eétape
| \| Classement de l'étape \| Classement de l'étape \| Classement de l'étape \| Classement de l'étape \| Classement de l'étape \| \| Coureur \| Coureur \| Pays \| Équipe \| Temps \| \| --------------------- \| ----------------------- \| --------------------- \| ---------------------------- \| --------------------- \| \| 1er \| Francisco Pérez Sánchez \| Espagne \| Milaneza-MSS \| 3 h 56 min 07 s \| \| 2e \| Eddy Mazzoleni \| Italie \| Vini Caldirola-Saunier Duval \| + 21 s \| \| 3e \| Fabian Jeker \| Suisse \| Milaneza-MSS \| + 31 s \| \| 4e \| Alexandre Moos \| Suisse \| Phonak Hearing Systems \| + 31 s \| \| 5e \| Tyler Hamilton \| États-Unis \| CSC \| + 31 s \| \| 6e \| Laurent Dufaux \| Suisse \| Alessio \| + 31 s \| \| 7e \| Claus Michael Møller \| Danemark \| Milaneza-MSS \| + 33 s \| \| 8e \| Yaroslav Popovych \| Ukraine \| Landbouwkrediet-Colnago \| + 34 s \| \| 9e \| Carlos Sastre \| Espagne \| CSC \| + 34 s \| \| 10e \| Txema del Olmo \| Espagne \| Milaneza-MSS \| + 34 s \| |                         |            |                              |                 |
| |                         |            |                              |                 |
| |                         |            |                              |                 |
| Classement de l'étape |                         |            |                              |                 |
| Coureur | Coureur                 | Pays       | Équipe                       | Temps           |
| 1er | Francisco Pérez Sánchez | Espagne    | Milaneza-MSS                 | 3 h 56 min 07 s |
| 2e | Eddy Mazzoleni          | Italie     | Vini Caldirola-Saunier Duval | + 21 s          |
| 3e | Fabian Jeker            | Suisse     | Milaneza-MSS                 | + 31 s          |
| 4e | Alexandre Moos          | Suisse     | Phonak Hearing Systems       | + 31 s          |
| 5e | Tyler Hamilton          | États-Unis | CSC                          | + 31 s          |
| 6e | Laurent Dufaux          | Suisse     | Alessio                      | + 31 s          |
| 7e | Claus Michael Møller    | Danemark   | Milaneza-MSS                 | + 33 s          |
| 8e | Yaroslav Popovych       | Ukraine    | Landbouwkrediet-Colnago      | + 34 s          |
| 9e | Carlos Sastre           | Espagne    | CSC                          | + 34 s          |
| 10e | Txema del Olmo          | Espagne    | Milaneza-MSS                 | + 34 s          |

| \| Classement général \| Classement général \| Classement général \| Classement général \| Classement général \| \| Coureur \| Coureur \| Pays \| Équipe \| Temps \| \| ------------------ \| ----------------------- \| ------------------ \| ------------------------------- \| ------------------ \| \| 1er \| Francisco Pérez Sánchez \| Espagne \| Milaneza-MSS \| + 17 h 39 min 36 s \| \| 2e \| Laurent Dufaux \| Suisse \| Alessio \| + 29 s \| \| 3e \| Alexandre Moos \| Suisse \| Phonak Hearing Systems \| + 35 s \| \| 4e \| Tyler Hamilton \| États-Unis \| CSC \| + 43 s \| \| 5e \| Fabian Jeker \| Suisse \| Milaneza-MSS \| + 44 s \| \| 6e \| Carlos Sastre \| Espagne \| CSC \| + 58 s \| \| 7e \| Yaroslav Popovych \| Ukraine \| Landbouwkrediet-Colnago \| + 1 min 03 s \| \| 8e \| David Moncoutié \| France \| Cofidis-Le Crédit par Téléphone \| + 1 min 47 s \| \| 9e \| José Alberto Martínez \| Espagne \| Euskaltel-Euskadi \| + 1 min 49 s \| \| 10e \| Roberto Laiseka \| Espagne \| Euskaltel-Euskadi \| + 1 min 51 s \| |                         |            |                                 |                    |
| |                         |            |                                 |                    |
| |                         |            |                                 |                    |
| Classement général |                         |            |                                 |                    |
| Coureur | Coureur                 | Pays       | Équipe                          | Temps              |
| 1er | Francisco Pérez Sánchez | Espagne    | Milaneza-MSS                    | + 17 h 39 min 36 s |
| 2e | Laurent Dufaux          | Suisse     | Alessio                         | + 29 s             |
| 3e | Alexandre Moos          | Suisse     | Phonak Hearing Systems          | + 35 s             |
| 4e | Tyler Hamilton          | États-Unis | CSC                             | + 43 s             |
| 5e | Fabian Jeker            | Suisse     | Milaneza-MSS                    | + 44 s             |
| 6e | Carlos Sastre           | Espagne    | CSC                             | + 58 s             |
| 7e | Yaroslav Popovych       | Ukraine    | Landbouwkrediet-Colnago         | + 1 min 03 s       |
| 8e | David Moncoutié         | France     | Cofidis-Le Crédit par Téléphone | + 1 min 47 s       |
| 9e | José Alberto Martínez   | Espagne    | Euskaltel-Euskadi               | + 1 min 49 s       |
| 10e | Roberto Laiseka         | Espagne    | Euskaltel-Euskadi               | + 1 min 51 s       |

### 5eétape
| \| Classement de l'étape \| Classement de l'étape \| Classement de l'étape \| Classement de l'étape \| Classement de l'étape \| \| Coureur \| Coureur \| Pays \| Équipe \| Temps \| \| --------------------- \| --------------------- \| --------------------- \| ------------------------------- \| --------------------- \| \| 1er \| Tyler Hamilton \| États-Unis \| CSC \| 26 min 18 s \| \| 2e \| Alex Zülle \| Suisse \| Phonak Hearing Systems \| + 41 s \| \| 3e \| Laurent Dufaux \| Suisse \| Alessio \| + 47 s \| \| 4e \| Aitor González \| Espagne \| Fassa Bortolo \| + 50 s \| \| 5e \| Fabian Jeker \| Suisse \| Milaneza-MSS \| + 53 s \| \| 6e \| Íñigo Chaurreau \| Espagne \| AG2R Prévoyance \| + 1 min 01 s \| \| 7e \| Fabian Cancellara \| Suisse \| Fassa Bortolo \| + 1 min 01 s \| \| 8e \| Alexandre Moos \| Suisse \| Phonak Hearing Systems \| + 1 min 06 s \| \| 9e \| David Moncoutié \| France \| Cofidis-Le Crédit par Téléphone \| + 1 min 08 s \| \| 10e \| Rubens Bertogliati \| Suisse \| Lampre \| + 1 min 12 s \| |                    |            |                                 |              |
| |                    |            |                                 |              |
| |                    |            |                                 |              |
| Classement de l'étape |                    |            |                                 |              |
| Coureur | Coureur            | Pays       | Équipe                          | Temps        |
| 1er | Tyler Hamilton     | États-Unis | CSC                             | 26 min 18 s  |
| 2e | Alex Zülle         | Suisse     | Phonak Hearing Systems          | + 41 s       |
| 3e | Laurent Dufaux     | Suisse     | Alessio                         | + 47 s       |
| 4e | Aitor González     | Espagne    | Fassa Bortolo                   | + 50 s       |
| 5e | Fabian Jeker       | Suisse     | Milaneza-MSS                    | + 53 s       |
| 6e | Íñigo Chaurreau    | Espagne    | AG2R Prévoyance                 | + 1 min 01 s |
| 7e | Fabian Cancellara  | Suisse     | Fassa Bortolo                   | + 1 min 01 s |
| 8e | Alexandre Moos     | Suisse     | Phonak Hearing Systems          | + 1 min 06 s |
| 9e | David Moncoutié    | France     | Cofidis-Le Crédit par Téléphone | + 1 min 08 s |
| 10e | Rubens Bertogliati | Suisse     | Lampre                          | + 1 min 12 s |

## Classements finals
| \| Classement général \| Classement général \| Classement général \| Classement général \| Classement général \| \| Coureur \| Coureur \| Pays \| Équipe \| Temps \| \| ------------------ \| ----------------------- \| ------------------ \| ------------------------------- \| ------------------ \| \| 1er \| Tyler Hamilton \| États-Unis \| CSC \| 18 h 06 min 37 s \| \| 2e \| Laurent Dufaux \| Suisse \| Alessio \| + 33 s \| \| 3e \| Francisco Pérez Sánchez \| Espagne \| Milaneza-MSS \| + 38 s \| \| 4e \| Fabian Jeker \| Suisse \| Milaneza-MSS \| + 54 s \| \| 5e \| Alexandre Moos \| Suisse \| Phonak Hearing Systems \| + 59 s \| \| 6e \| Carlos Sastre \| Espagne \| CSC \| + 1 min 45 s \| \| 7e \| Yaroslav Popovych \| Ukraine \| Landbouwkrediet-Colnago \| + 1 min 48 s \| \| 8e \| David Moncoutié \| France \| Cofidis-Le Crédit par Téléphone \| + 2 min 12 s \| \| 9e \| Roberto Laiseka \| Espagne \| Euskaltel-Euskadi \| + 2 min 23 s \| \| 10e \| Íñigo Chaurreau \| Espagne \| AG2R Prévoyance \| + 2 min 23 s \| |                         |            |                                 |                  |
| |                         |            |                                 |                  |
| |                         |            |                                 |                  |
| Classement général |                         |            |                                 |                  |
| Coureur | Coureur                 | Pays       | Équipe                          | Temps            |
| 1er | Tyler Hamilton          | États-Unis | CSC                             | 18 h 06 min 37 s |
| 2e | Laurent Dufaux          | Suisse     | Alessio                         | + 33 s           |
| 3e | Francisco Pérez Sánchez | Espagne    | Milaneza-MSS                    | + 38 s           |
| 4e | Fabian Jeker            | Suisse     | Milaneza-MSS                    | + 54 s           |
| 5e | Alexandre Moos          | Suisse     | Phonak Hearing Systems          | + 59 s           |
| 6e | Carlos Sastre           | Espagne    | CSC                             | + 1 min 45 s     |
| 7e | Yaroslav Popovych       | Ukraine    | Landbouwkrediet-Colnago         | + 1 min 48 s     |
| 8e | David Moncoutié         | France     | Cofidis-Le Crédit par Téléphone | + 2 min 12 s     |
| 9e | Roberto Laiseka         | Espagne    | Euskaltel-Euskadi               | + 2 min 23 s     |
| 10e | Íñigo Chaurreau         | Espagne    | AG2R Prévoyance                 | + 2 min 23 s     |

| Classement par points | Classement par points | Classement par points | Classement par points        | Classement par points |
| Coureur               | Coureur               | Pays                  | Équipe                       | Points                |
| --------------------- | --------------------- | --------------------- | ---------------------------- | --------------------- |
| 1er                   | Fabian Cancellara     | Suisse                | Fassa Bortolo                | 44 pts                |
| 2e                    | Laurent Dufaux        | Suisse                | Alessio                      | 41 pts                |
| 3e                    | Tyler Hamilton        | États-Unis            | CSC                          | 35 pts                |
| 4e                    | Alexandre Moos        | Suisse                | Phonak Hearing Systems       | 34 pts                |
| 5e                    | Gerrit Glomser        | Autriche              | Saeco                        | 29 pts                |
| 6e                    | Fabian Jeker          | Suisse                | Milaneza-MSS                 | 29 pts                |
| 7e                    | Eddy Mazzoleni        | Italie                | Vini Caldirola-Saunier Duval | 28 pts                |
| 8e                    | Simone Bertoletti     | Italie                | Lampre                       | 25 pts                |
| 9e                    | Martin Elmiger        | Suisse                | Phonak Hearing Systems       | 22 pts                |
| 10e                   | Alex Zülle            | Suisse                | Phonak Hearing Systems       | 20 pts                |

| Classement par points | Classement par points | Classement par points | Classement par points        | Classement par points |
| Coureur               | Coureur               | Pays                  | Équipe                       | Points                |
| --------------------- | --------------------- | --------------------- | ---------------------------- | --------------------- |
| 1er                   | Fabian Cancellara     | Suisse                | Fassa Bortolo                | 44 pts                |
| 2e                    | Laurent Dufaux        | Suisse                | Alessio                      | 41 pts                |
| 3e                    | Tyler Hamilton        | États-Unis            | CSC                          | 35 pts                |
| 4e                    | Alexandre Moos        | Suisse                | Phonak Hearing Systems       | 34 pts                |
| 5e                    | Gerrit Glomser        | Autriche              | Saeco                        | 29 pts                |
| 6e                    | Fabian Jeker          | Suisse                | Milaneza-MSS                 | 29 pts                |
| 7e                    | Eddy Mazzoleni        | Italie                | Vini Caldirola-Saunier Duval | 28 pts                |
| 8e                    | Simone Bertoletti     | Italie                | Lampre                       | 25 pts                |
| 9e                    | Martin Elmiger        | Suisse                | Phonak Hearing Systems       | 22 pts                |
| 10e                   | Alex Zülle            | Suisse                | Phonak Hearing Systems       | 20 pts                |

| Classement de la montagne | Classement de la montagne | Classement de la montagne | Classement de la montagne       | Classement de la montagne |
| Coureur                   | Coureur                   | Pays                      | Équipe                          | Points                    |
| ------------------------- | ------------------------- | ------------------------- | ------------------------------- | ------------------------- |
| 1er                       | Francisco Pérez Sánchez   | Espagne                   | Milaneza-MSS                    | 32 pts                    |
| 2e                        | Egoi Martínez             | Espagne                   | Euskaltel-Euskadi               | 31 pts                    |
| 3e                        | Simone Bertoletti         | Italie                    | Lampre                          | 21 pts                    |
| 4e                        | David Bernabéu            | Espagne                   | Milaneza-MSS                    | 20 pts                    |
| 5e                        | Alexandre Moos            | Suisse                    | Phonak Hearing Systems          | 14 pts                    |
| 6e                        | Joan Horrach              | Espagne                   | Milaneza-MSS                    | 14 pts                    |
| 7e                        | Tyler Hamilton            | États-Unis                | CSC                             | 13 pts                    |
| 8e                        | Fabian Jeker              | Suisse                    | Milaneza-MSS                    | 11 pts                    |
| 9e                        | Daniel Atienza            | Espagne                   | Cofidis-Le Crédit par Téléphone | 10 pts                    |
| 10e                       | Laurent Dufaux            | Suisse                    | Alessio                         | 8 pts                     |

| Classement de la montagne | Classement de la montagne | Classement de la montagne | Classement de la montagne       | Classement de la montagne |
| Coureur                   | Coureur                   | Pays                      | Équipe                          | Points                    |
| ------------------------- | ------------------------- | ------------------------- | ------------------------------- | ------------------------- |
| 1er                       | Francisco Pérez Sánchez   | Espagne                   | Milaneza-MSS                    | 32 pts                    |
| 2e                        | Egoi Martínez             | Espagne                   | Euskaltel-Euskadi               | 31 pts                    |
| 3e                        | Simone Bertoletti         | Italie                    | Lampre                          | 21 pts                    |
| 4e                        | David Bernabéu            | Espagne                   | Milaneza-MSS                    | 20 pts                    |
| 5e                        | Alexandre Moos            | Suisse                    | Phonak Hearing Systems          | 14 pts                    |
| 6e                        | Joan Horrach              | Espagne                   | Milaneza-MSS                    | 14 pts                    |
| 7e                        | Tyler Hamilton            | États-Unis                | CSC                             | 13 pts                    |
| 8e                        | Fabian Jeker              | Suisse                    | Milaneza-MSS                    | 11 pts                    |
| 9e                        | Daniel Atienza            | Espagne                   | Cofidis-Le Crédit par Téléphone | 10 pts                    |
| 10e                       | Laurent Dufaux            | Suisse                    | Alessio                         | 8 pts                     |

| Classement des sprints | Classement des sprints  | Classement des sprints | Classement des sprints       | Classement des sprints |
| Coureur                | Coureur                 | Pays                   | Équipe                       | Points                 |
| ---------------------- | ----------------------- | ---------------------- | ---------------------------- | ---------------------- |
| 1er                    | Simone Bertoletti       | Italie                 | Lampre                       | 12 pts                 |
| 2e                     | Martin Elmiger          | Suisse                 | Phonak Hearing Systems       | 12 pts                 |
| 3e                     | Eddy Mazzoleni          | Italie                 | Vini Caldirola-Saunier Duval | 6 pts                  |
| 4e                     | Steve Zampieri          | Suisse                 | Vini Caldirola-Saunier Duval | 6 pts                  |
| 5e                     | Andrea Tonti            | Italie                 | Saeco                        | 6 pts                  |
| 6e                     | Tyler Hamilton          | États-Unis             | CSC                          | 4 pts                  |
| 7e                     | Francisco Pérez Sánchez | Espagne                | Milaneza-MSS                 | 3 pts                  |
| 8e                     | David Bernabéu          | Espagne                | Milaneza-MSS                 | 3 pts                  |
| 9e                     | Patrice Halgand         | France                 | Jean Delatour                | 3 pts                  |
| 10e                    | Laurent Dufaux          | Suisse                 | Alessio                      | 1 pt                   |

| Classement des sprints | Classement des sprints  | Classement des sprints | Classement des sprints       | Classement des sprints |
| Coureur                | Coureur                 | Pays                   | Équipe                       | Points                 |
| ---------------------- | ----------------------- | ---------------------- | ---------------------------- | ---------------------- |
| 1er                    | Simone Bertoletti       | Italie                 | Lampre                       | 12 pts                 |
| 2e                     | Martin Elmiger          | Suisse                 | Phonak Hearing Systems       | 12 pts                 |
| 3e                     | Eddy Mazzoleni          | Italie                 | Vini Caldirola-Saunier Duval | 6 pts                  |
| 4e                     | Steve Zampieri          | Suisse                 | Vini Caldirola-Saunier Duval | 6 pts                  |
| 5e                     | Andrea Tonti            | Italie                 | Saeco                        | 6 pts                  |
| 6e                     | Tyler Hamilton          | États-Unis             | CSC                          | 4 pts                  |
| 7e                     | Francisco Pérez Sánchez | Espagne                | Milaneza-MSS                 | 3 pts                  |
| 8e                     | David Bernabéu          | Espagne                | Milaneza-MSS                 | 3 pts                  |
| 9e                     | Patrice Halgand         | France                 | Jean Delatour                | 3 pts                  |
| 10e                    | Laurent Dufaux          | Suisse                 | Alessio                      | 1 pt                   |

| Classement par équipes | Classement par équipes          | Classement par équipes | Classement par équipes |
| Équipe                 | Équipe                          | Pays                   | Temps                  |
| ---------------------- | ------------------------------- | ---------------------- | ---------------------- |
| 1re                    | Milaneza-MSS                    | Portugal               | 54 h 24 min 21 s       |
| 2e                     | Phonak Hearing Systems          | Suisse                 | + 1 min 51 s           |
| 3e                     | CSC                             | Danemark               | + 4 min 42 s           |
| 4e                     | Cofidis-Le Crédit par Téléphone | France                 | + 5 min 18 s           |
| 5e                     | Euskaltel-Euskadi               | Espagne                | + 6 min 17 s           |
| 6e                     | Fassa Bortolo                   | Italie                 | + 15 min 46 s          |
| 7e                     | Alessio                         | Italie                 | + 15 min 46 s          |
| 8e                     | Vini Caldirola-Saunier Duval    | Italie                 | + 29 min 48 s          |
| 9e                     | Gerolsteiner                    | Allemagne              | + 34 min 03 s          |
| 10e                    | AG2R Prévoyance                 | France                 | + 37 min 03 s          |

| Classement par équipes | Classement par équipes          | Classement par équipes | Classement par équipes |
| Équipe                 | Équipe                          | Pays                   | Temps                  |
| ---------------------- | ------------------------------- | ---------------------- | ---------------------- |
| 1re                    | Milaneza-MSS                    | Portugal               | 54 h 24 min 21 s       |
| 2e                     | Phonak Hearing Systems          | Suisse                 | + 1 min 51 s           |
| 3e                     | CSC                             | Danemark               | + 4 min 42 s           |
| 4e                     | Cofidis-Le Crédit par Téléphone | France                 | + 5 min 18 s           |
| 5e                     | Euskaltel-Euskadi               | Espagne                | + 6 min 17 s           |
| 6e                     | Fassa Bortolo                   | Italie                 | + 15 min 46 s          |
| 7e                     | Alessio                         | Italie                 | + 15 min 46 s          |
| 8e                     | Vini Caldirola-Saunier Duval    | Italie                 | + 29 min 48 s          |
| 9e                     | Gerolsteiner                    | Allemagne              | + 34 min 03 s          |
| 10e                    | AG2R Prévoyance                 | France                 | + 37 min 03 s          |

## Evolution des classements
| Etape              | Vainqueur               | Classement général      | Classement par points | Classement de la montagne | Classement des sprints | Classement par équipes |
| ------------------ | ----------------------- | ----------------------- | --------------------- | ------------------------- | ---------------------- | ---------------------- |
| Prologue           | Fabian Cancellara       | Fabian Cancellara       | Fabian Cancellara     | Non attribué              | Non attribué           | Phonak Hearing Systems |
| 1re                | Simone Bertoletti       | Simone Bertoletti       | Simone Bertoletti     | Simone Bertoletti         | Simone Bertoletti      | Phonak Hearing Systems |
| 2e                 | Yuriy Krivtsov          | Simone Bertoletti       | Fabian Cancellara     | Simone Bertoletti         | Simone Bertoletti      | Phonak Hearing Systems |
| 3e                 | Laurent Dufaux          | Laurent Dufaux          | Fabian Cancellara     | Simone Bertoletti         | Simone Bertoletti      | Phonak Hearing Systems |
| 4e                 | Francisco Pérez Sánchez | Francisco Pérez Sánchez | Fabian Cancellara     | Francisco Pérez Sánchez   | Simone Bertoletti      | Milaneza-MSS           |
| 5e                 | Tyler Hamilton          | Tyler Hamilton          | Fabian Cancellara     | Francisco Pérez Sánchez   | Simone Bertoletti      | Milaneza-MSS           |
| Classement général | Classement général      | Tyler Hamilton          | Fabian Cancellara     | Francisco Pérez Sánchez   | Simone Bertoletti      | Milaneza-MSS           |

## Liste des participants
| Fassa Bortolo FAS | Fassa Bortolo FAS              | Fassa Bortolo FAS |
| ----------------- | ------------------------------ | ----------------- |
| Num               | Coureur                        | Pos               |
| 1                 | Dario Frigo (ITA)              |                   |
| 2                 | Fabian Cancellara (SUI)        |                   |
| 3                 | Dario Cioni (ITA)              |                   |
| 4                 | Juan José de los Ángeles (ESP) |                   |
| 5                 | Aitor González (ESP)           |                   |
| 6                 | Sven Montgomery (SUI)          |                   |
| 7                 | Guido Trenti (ITA)             |                   |
| 8                 | Marco Velo (ITA)               |                   |

| Alessio ALS | Alessio ALS                | Alessio ALS |
| ----------- | -------------------------- | ----------- |
| Num         | Coureur                    | Pos         |
| 11          | Laurent Dufaux (SUI)       | 2e          |
| 12          | Fabio Baldato (ITA)        |             |
| 13          | Alessandro Bertolini (ITA) |             |
| 14          | Davide Frattini (ITA)      |             |
| 15          | Angelo Furlan (ITA)        |             |
| 16          | Ruslan Ivanov (MDA)        |             |
| 17          | Vladimir Miholjević (CRO)  |             |
| 18          | Andrea Noè (ITA)           |             |

| AG2R Prévoyance A2R | AG2R Prévoyance A2R       | AG2R Prévoyance A2R |
| ------------------- | ------------------------- | ------------------- |
| Num                 | Coureur                   | Pos                 |
| 21                  | Alexandre Botcharov (RUS) |                     |
| 22                  | Mikel Astarloza (ESP)     |                     |
| 23                  | Íñigo Chaurreau (ESP)     | 10e                 |
| 24                  | Thierry Loder (FRA)       |                     |
| 25                  | Christophe Oriol (FRA)    |                     |
| 26                  | Nicolas Portal (FRA)      |                     |
| 27                  | Mark Scanlon (IRL)        |                     |
| 28                  | Olivier Trastour (FRA)    |                     |

| Cofidis-Le Crédit par Téléphone COF | Cofidis-Le Crédit par Téléphone COF | Cofidis-Le Crédit par Téléphone COF |
| ----------------------------------- | ----------------------------------- | ----------------------------------- |
| Num                                 | Coureur                             | Pos                                 |
| 31                                  | Daniel Atienza (ESP)                |                                     |
| 32                                  | Íñigo Cuesta (ESP)                  |                                     |
| 33                                  | Bingen Fernández (ESP)              |                                     |
| 34                                  | Massimiliano Lelli (ITA)            |                                     |
| 35                                  | Angelo Lopeboselli (ITA)            |                                     |
| 36                                  | David Moncoutié (FRA)               | 8e                                  |
| 37                                  | Luis Pérez Rodríguez (ESP)          |                                     |
| 38                                  | Guido Trentin (ITA)                 |                                     |

| CSC | CSC                    | CSC |
| --- | ---------------------- | --- |
| Num | Coureur                | Pos |
| 41  | Tyler Hamilton (USA)   | 1er |
| 42  | Michael Blaudzun (DEN) |     |
| 43  | Manuel Calvente (ESP)  |     |
| 44  | Andrea Peron (ITA)     |     |
| 45  | Carlos Sastre (ESP)    | 6e  |
| 46  | Fränk Schleck (LUX)    |     |
| 47  | Nicki Sørensen (DEN)   |     |
| 48  | Geert Van Bondt (BEL)  |     |

| Jean Delatour DEL | Jean Delatour DEL        | Jean Delatour DEL |
| ----------------- | ------------------------ | ----------------- |
| Num               | Coureur                  | Pos               |
| 51                | Patrice Halgand (FRA)    |                   |
| 52                | Pierre Bourquenoud (SUI) |                   |
| 53                | Laurent Lefèvre (FRA)    |                   |
| 54                | Yuriy Krivtsov (UKR)     |                   |
| 55                | Gilles Bouvard (FRA)     |                   |
| 56                | Ludovic Martin (FRA)     |                   |
| 57                | Eddy Seigneur (FRA)      |                   |
| 58                | Jérôme Bernard (FRA)     |                   |

| Domina Vacanze-Elitron DVE | Domina Vacanze-Elitron DVE           | Domina Vacanze-Elitron DVE |
| -------------------------- | ------------------------------------ | -------------------------- |
| Num                        | Coureur                              | Pos                        |
| 61                         | Giovanni Lombardi (ITA)              |                            |
| 62                         | Claudio Astolfi (ITA)                |                            |
| 63                         | Miguel Ángel Martín Perdiguero (ESP) |                            |
| 64                         | Gianpaolo Mondini (ITA)              |                            |
| 65                         | Santos González (ESP)                |                            |
| 66                         | Alberto Ongarato (ITA)               |                            |
| 67                         | Francesco Secchiari (ITA)            |                            |
| 68                         | Paolo Valoti (ITA)                   |                            |

| Euskaltel-Euskadi EUS | Euskaltel-Euskadi EUS       | Euskaltel-Euskadi EUS |
| --------------------- | --------------------------- | --------------------- |
| Num                   | Coureur                     | Pos                   |
| 71                    | Roberto Laiseka (ESP)       | 9e                    |
| 72                    | Unai Etxebarria (VEN)       |                       |
| 73                    | Iker Flores (ESP)           |                       |
| 74                    | Gorka González (ESP)        |                       |
| 75                    | Egoi Martínez (ESP)         |                       |
| 76                    | José Alberto Martínez (ESP) |                       |
| 77                    | Haimar Zubeldia (ESP)       |                       |
| 78                    | Joseba Zubeldia (ESP)       |                       |

| Fdjeux.com FDJ | Fdjeux.com FDJ          | Fdjeux.com FDJ |
| -------------- | ----------------------- | -------------- |
| Num            | Coureur                 | Pos            |
| 81             | Bradley McGee (AUS)     |                |
| 82             | Sandy Casar (FRA)       |                |
| 83             | Bernhard Eisel (AUT)    |                |
| 84             | Nicolas Fritsch (FRA)   |                |
| 85             | Régis Lhuillier (FRA)   |                |
| 86             | Jean-Cyril Robin (FRA)  |                |
| 87             | Benoît Vaugrenard (FRA) |                |
| 88             | Bradley Wiggins (GBR)   |                |

| Fassa Bortolo FAS | Fassa Bortolo FAS              | Fassa Bortolo FAS |
| ----------------- | ------------------------------ | ----------------- |
| Num               | Coureur                        | Pos               |
| 1                 | Dario Frigo (ITA)              |                   |
| 2                 | Fabian Cancellara (SUI)        |                   |
| 3                 | Dario Cioni (ITA)              |                   |
| 4                 | Juan José de los Ángeles (ESP) |                   |
| 5                 | Aitor González (ESP)           |                   |
| 6                 | Sven Montgomery (SUI)          |                   |
| 7                 | Guido Trenti (ITA)             |                   |
| 8                 | Marco Velo (ITA)               |                   |

| Alessio ALS | Alessio ALS                | Alessio ALS |
| ----------- | -------------------------- | ----------- |
| Num         | Coureur                    | Pos         |
| 11          | Laurent Dufaux (SUI)       | 2e          |
| 12          | Fabio Baldato (ITA)        |             |
| 13          | Alessandro Bertolini (ITA) |             |
| 14          | Davide Frattini (ITA)      |             |
| 15          | Angelo Furlan (ITA)        |             |
| 16          | Ruslan Ivanov (MDA)        |             |
| 17          | Vladimir Miholjević (CRO)  |             |
| 18          | Andrea Noè (ITA)           |             |

| AG2R Prévoyance A2R | AG2R Prévoyance A2R       | AG2R Prévoyance A2R |
| ------------------- | ------------------------- | ------------------- |
| Num                 | Coureur                   | Pos                 |
| 21                  | Alexandre Botcharov (RUS) |                     |
| 22                  | Mikel Astarloza (ESP)     |                     |
| 23                  | Íñigo Chaurreau (ESP)     | 10e                 |
| 24                  | Thierry Loder (FRA)       |                     |
| 25                  | Christophe Oriol (FRA)    |                     |
| 26                  | Nicolas Portal (FRA)      |                     |
| 27                  | Mark Scanlon (IRL)        |                     |
| 28                  | Olivier Trastour (FRA)    |                     |

| Cofidis-Le Crédit par Téléphone COF | Cofidis-Le Crédit par Téléphone COF | Cofidis-Le Crédit par Téléphone COF |
| ----------------------------------- | ----------------------------------- | ----------------------------------- |
| Num                                 | Coureur                             | Pos                                 |
| 31                                  | Daniel Atienza (ESP)                |                                     |
| 32                                  | Íñigo Cuesta (ESP)                  |                                     |
| 33                                  | Bingen Fernández (ESP)              |                                     |
| 34                                  | Massimiliano Lelli (ITA)            |                                     |
| 35                                  | Angelo Lopeboselli (ITA)            |                                     |
| 36                                  | David Moncoutié (FRA)               | 8e                                  |
| 37                                  | Luis Pérez Rodríguez (ESP)          |                                     |
| 38                                  | Guido Trentin (ITA)                 |                                     |

| CSC | CSC                    | CSC |
| --- | ---------------------- | --- |
| Num | Coureur                | Pos |
| 41  | Tyler Hamilton (USA)   | 1er |
| 42  | Michael Blaudzun (DEN) |     |
| 43  | Manuel Calvente (ESP)  |     |
| 44  | Andrea Peron (ITA)     |     |
| 45  | Carlos Sastre (ESP)    | 6e  |
| 46  | Fränk Schleck (LUX)    |     |
| 47  | Nicki Sørensen (DEN)   |     |
| 48  | Geert Van Bondt (BEL)  |     |

| Jean Delatour DEL | Jean Delatour DEL        | Jean Delatour DEL |
| ----------------- | ------------------------ | ----------------- |
| Num               | Coureur                  | Pos               |
| 51                | Patrice Halgand (FRA)    |                   |
| 52                | Pierre Bourquenoud (SUI) |                   |
| 53                | Laurent Lefèvre (FRA)    |                   |
| 54                | Yuriy Krivtsov (UKR)     |                   |
| 55                | Gilles Bouvard (FRA)     |                   |
| 56                | Ludovic Martin (FRA)     |                   |
| 57                | Eddy Seigneur (FRA)      |                   |
| 58                | Jérôme Bernard (FRA)     |                   |

| Domina Vacanze-Elitron DVE | Domina Vacanze-Elitron DVE           | Domina Vacanze-Elitron DVE |
| -------------------------- | ------------------------------------ | -------------------------- |
| Num                        | Coureur                              | Pos                        |
| 61                         | Giovanni Lombardi (ITA)              |                            |
| 62                         | Claudio Astolfi (ITA)                |                            |
| 63                         | Miguel Ángel Martín Perdiguero (ESP) |                            |
| 64                         | Gianpaolo Mondini (ITA)              |                            |
| 65                         | Santos González (ESP)                |                            |
| 66                         | Alberto Ongarato (ITA)               |                            |
| 67                         | Francesco Secchiari (ITA)            |                            |
| 68                         | Paolo Valoti (ITA)                   |                            |

| Euskaltel-Euskadi EUS | Euskaltel-Euskadi EUS       | Euskaltel-Euskadi EUS |
| --------------------- | --------------------------- | --------------------- |
| Num                   | Coureur                     | Pos                   |
| 71                    | Roberto Laiseka (ESP)       | 9e                    |
| 72                    | Unai Etxebarria (VEN)       |                       |
| 73                    | Iker Flores (ESP)           |                       |
| 74                    | Gorka González (ESP)        |                       |
| 75                    | Egoi Martínez (ESP)         |                       |
| 76                    | José Alberto Martínez (ESP) |                       |
| 77                    | Haimar Zubeldia (ESP)       |                       |
| 78                    | Joseba Zubeldia (ESP)       |                       |

| Fdjeux.com FDJ | Fdjeux.com FDJ          | Fdjeux.com FDJ |
| -------------- | ----------------------- | -------------- |
| Num            | Coureur                 | Pos            |
| 81             | Bradley McGee (AUS)     |                |
| 82             | Sandy Casar (FRA)       |                |
| 83             | Bernhard Eisel (AUT)    |                |
| 84             | Nicolas Fritsch (FRA)   |                |
| 85             | Régis Lhuillier (FRA)   |                |
| 86             | Jean-Cyril Robin (FRA)  |                |
| 87             | Benoît Vaugrenard (FRA) |                |
| 88             | Bradley Wiggins (GBR)   |                |